# Pelmolen Ter Horst

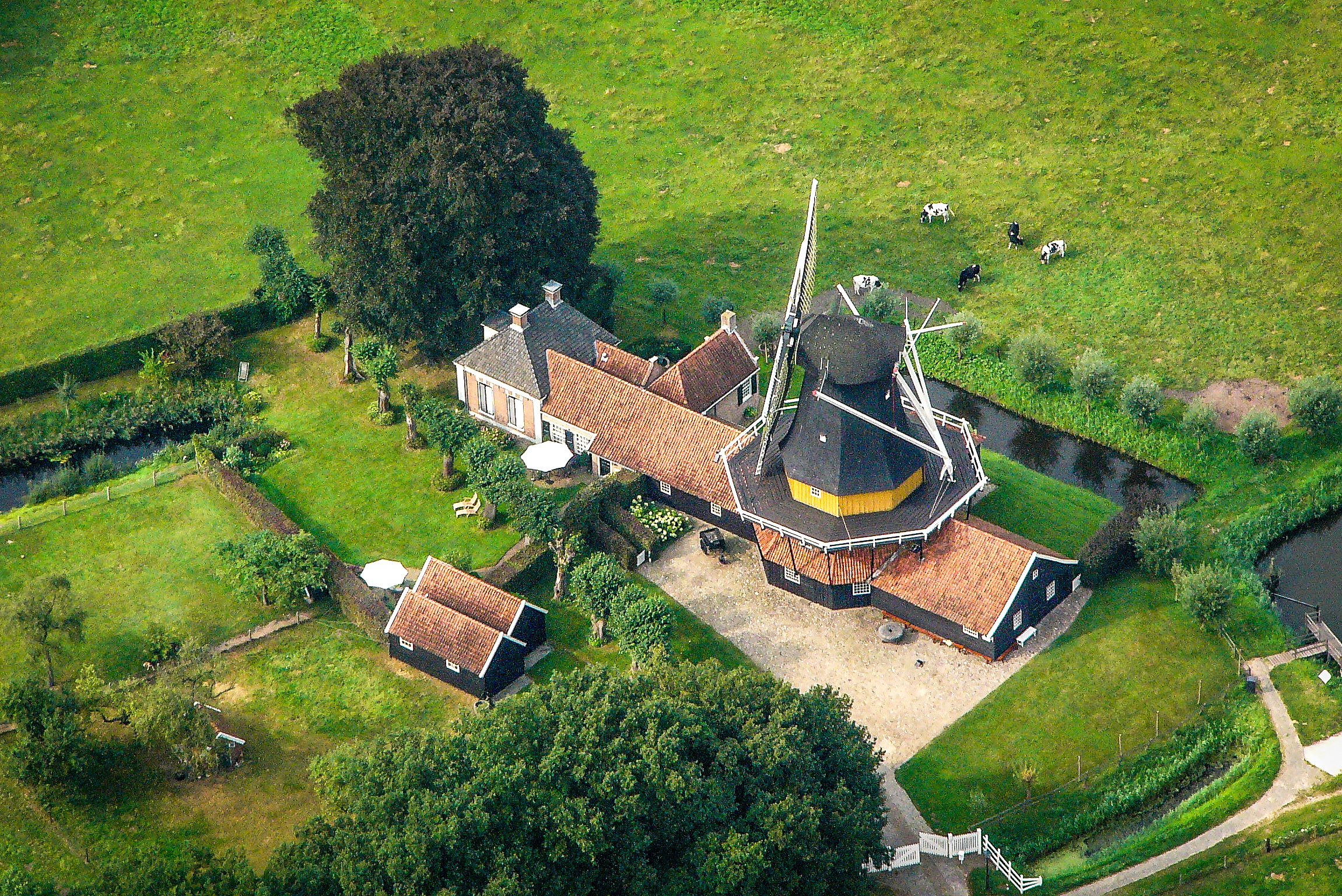
Luchtfoto (2005)

Pelmolen Ter Horst is een olie- en pelmolen in Rijssen in de Nederlandse provincie Overijssel.
De molen werd in 1752 gebouwd, waarschijnlijk met behulp van een achtkant van een molen uit de Beemster. Tot 1913 bleef de molen op windkracht in bedrijf. Tientallen jaren heeft de molen er als ruïne bijgestaan. Pas in 1973 werd begonnen met een omvangrijke restauratie die tot 1975 duurde. Nu is de molen eigendom van de 'Stichting Pelmolen Ter Horst'.
De kap en het achtkant zijn bedekt met eikenhouten schaliën. De in 1869 gegoten gietijzeren, 6,61 m lange bovenas is van de ijzergieterij De Prins van Oranje te 's Hage en heeft het nummer 636. De molen wordt gevangen (geremd) met een stutvang. Het luiwerk voor het luien (ophijsen) van het graan is een kammenluiwerk. De Brunia roeden van 22,00 meter lang zijn voorzien van oudhollands hekwerk met zeilen. Ze werden in december 2015 vervangen door deelbare roeden van Vaags. Er wordt regelmatig op windkracht olie geslagen door vrijwillige molenaars en af en toe pelt de molen gerst tot gort.
De molen is ingericht met een complete pellerij met twee paar pelstenen, een zifterij en een waaierij en een complete olieslagerij. De olieslagerij heeft twee koppels kantstenen. De hoofdmolen heeft twee vuisters en een voor- en naslagwerk. De bijmolen heeft iets kleinere kantstenen dan de hoofdmolen en wordt aangedreven door een door de wentelas aangedreven as die in het verlengde van de wentelas naar de aanbouw opzij van het achtkant ligt.

## Koppeling koningsspil

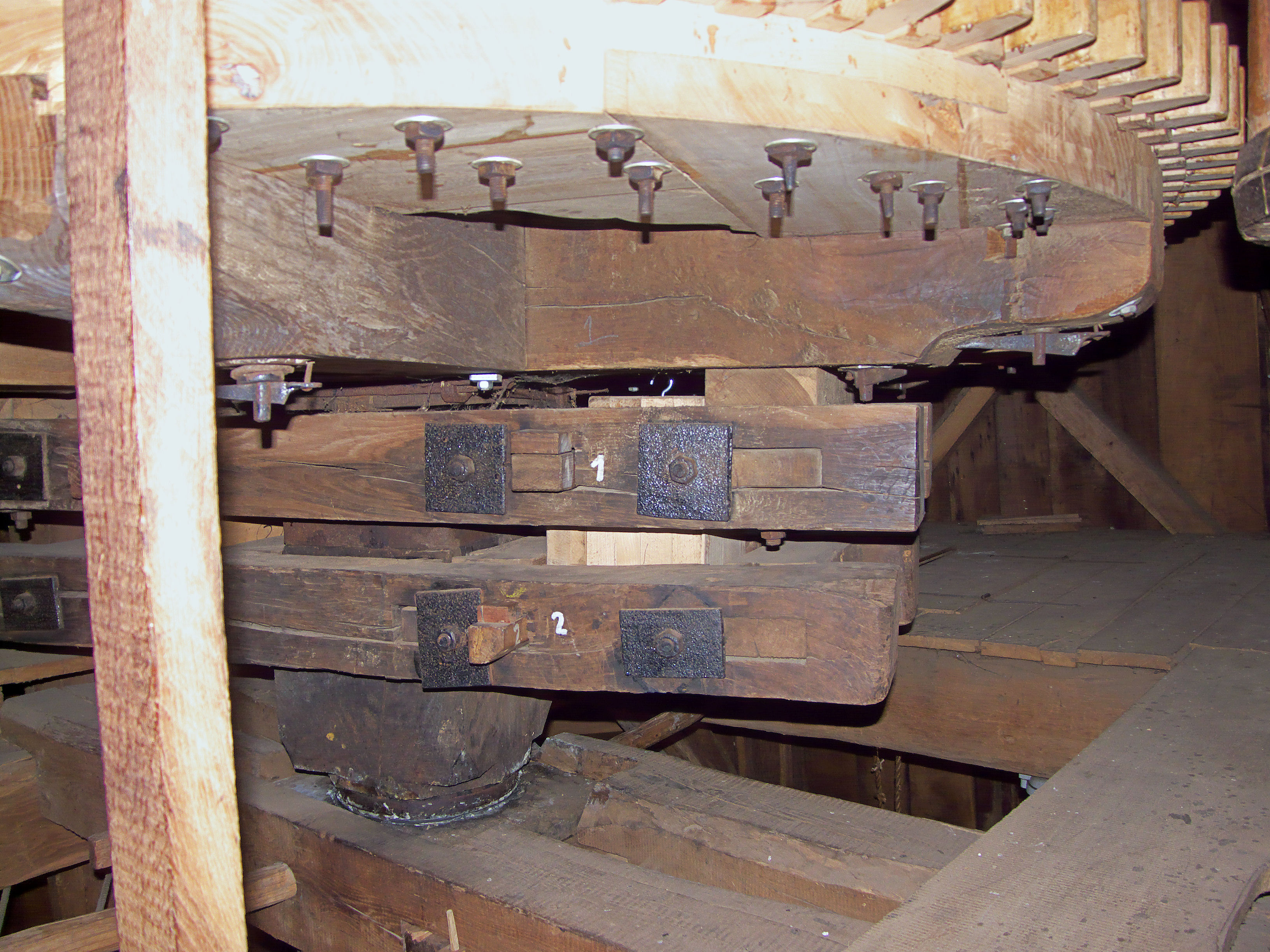
Koppeling koningsspil

Onder het ravenwiel (spoorwiel, takkenrad) zit in en om de koningsspil een koppeling van houten balken, waarmee de onderbonkelaar uit het werk gezet kan worden, waardoor de wentelas dan niet meer meedraait. Hierdoor wordt tijdens het pellen alle windenergie gebruikt voor het pellen van de gerst.

## Overbrengingen
- Het bovenwiel heeft 47 kammen en de bovenbonkelaar heeft 24 kammen. De koningsspil draait hierdoor 1,958 keer sneller dan de bovenas. De steek, de afstand tussen de kammen, is 13,5 cm.

### Pellerij
- Het spoorwiel (ravenwiel, takkenrad) heeft 100 kammen en de pelschijven 20 staven. De pelschijf draait hierdoor 5 keer sneller dan de koningsspil en 9,792 keer sneller dan de bovenas. De steek is 8 cm.

### Olieslagerij
- Het steenwielrondsel van de hoofdmolen heeft 12 staven en het steenwiel heeft 82 kammen. De kantstenen van de hoofdmolen draaien hierdoor 0,287 keer sneller dan de bovenas. De steek is 13,6 cm.
- De onderbonkelaar heeft 19 kammen en het wentelwiel heeft 56 kammen. De acht meter lange wentelas draait hierdoor 0,664 keer sneller dan de bovenas. De steek is 12,5 cm.
- De twee kranswielen voor de vuisters op de wentelas hebben 33 kammen.
- De twee overwerkers voor aandrijving van de roerijzers van de vuisters hebben 34 kammen. De twee spinbollen voor de vuisters hebben 11 kammen. De overbrengingsverhouding is 1: 1,99.
- Het kranswiel op de wentelas voor de bijmolen heeft 43 kammen. Het steenwielrondsel van de bijmolen heeft 30 ijzeren staven. De steek is 8,3 cm.
- Het kranswiel op de aandrijfas heeft 47 kammen en het steenwiel (kroonwiel) 74 kammen. De steek is 9 cm. De overbrengingsverhouding is 1: 0,61

## Fotogalerij

### Pellerij

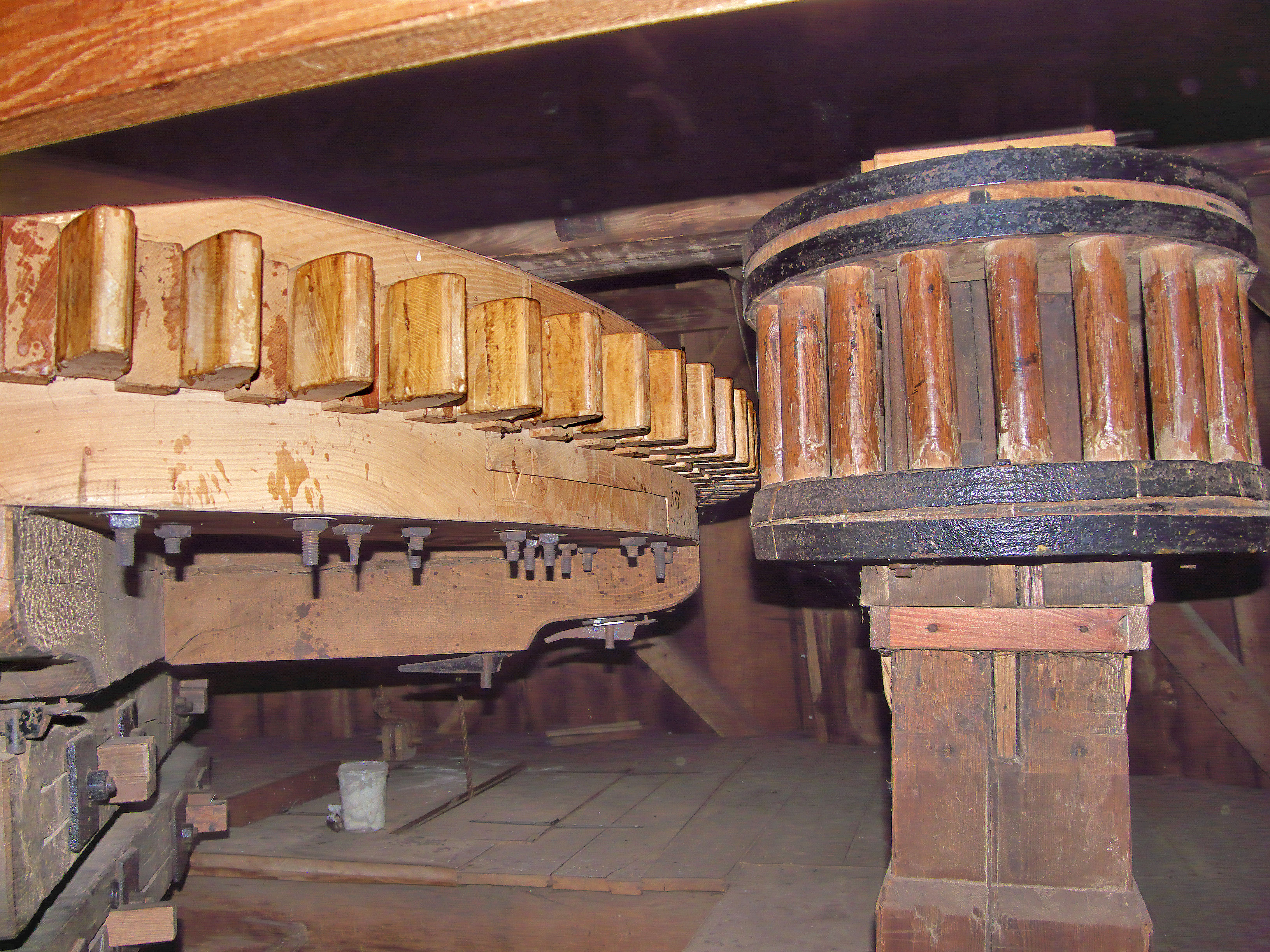
Het nieuwe ravenwiel met pelschijf
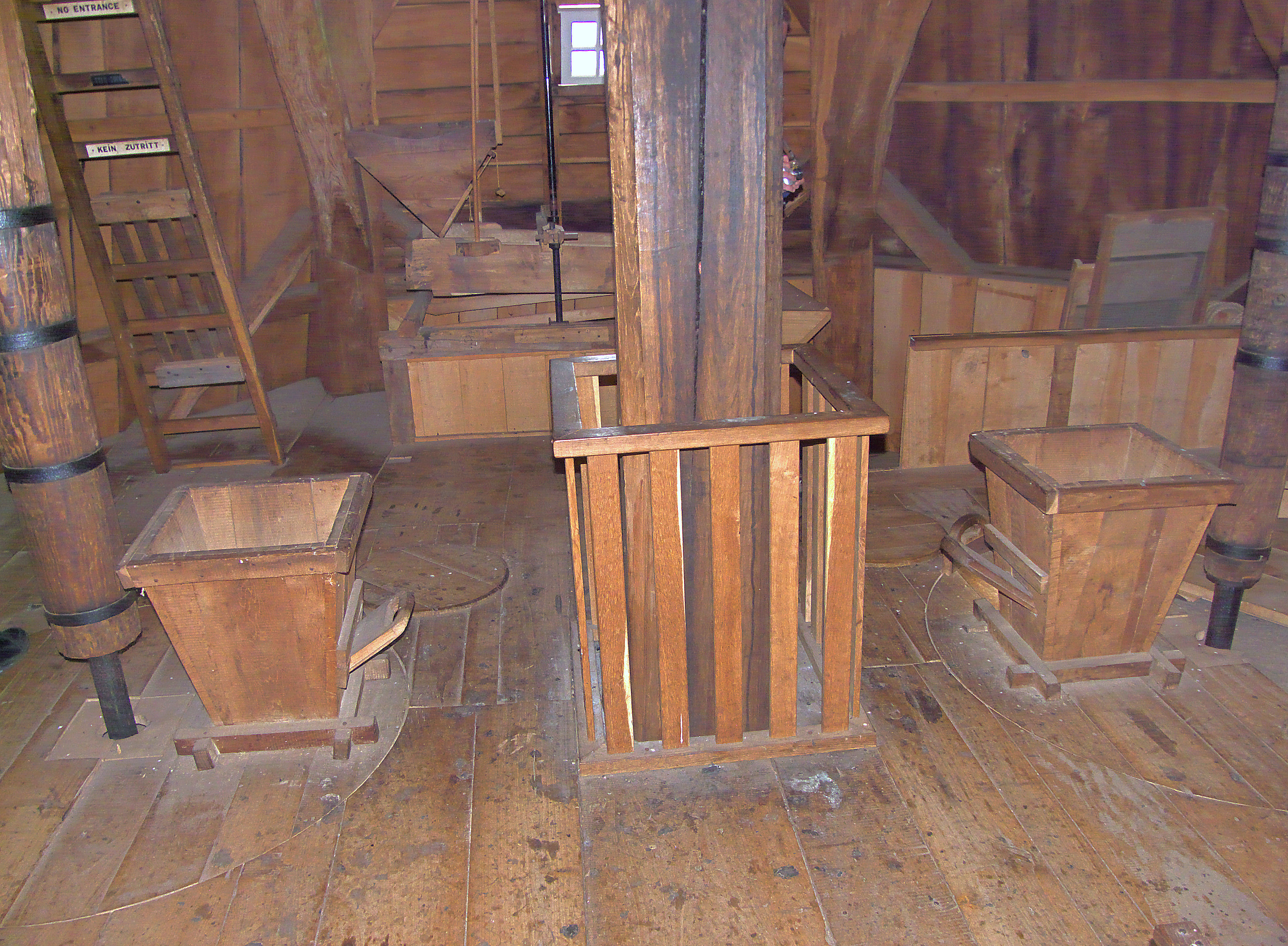
De twee pelstenen
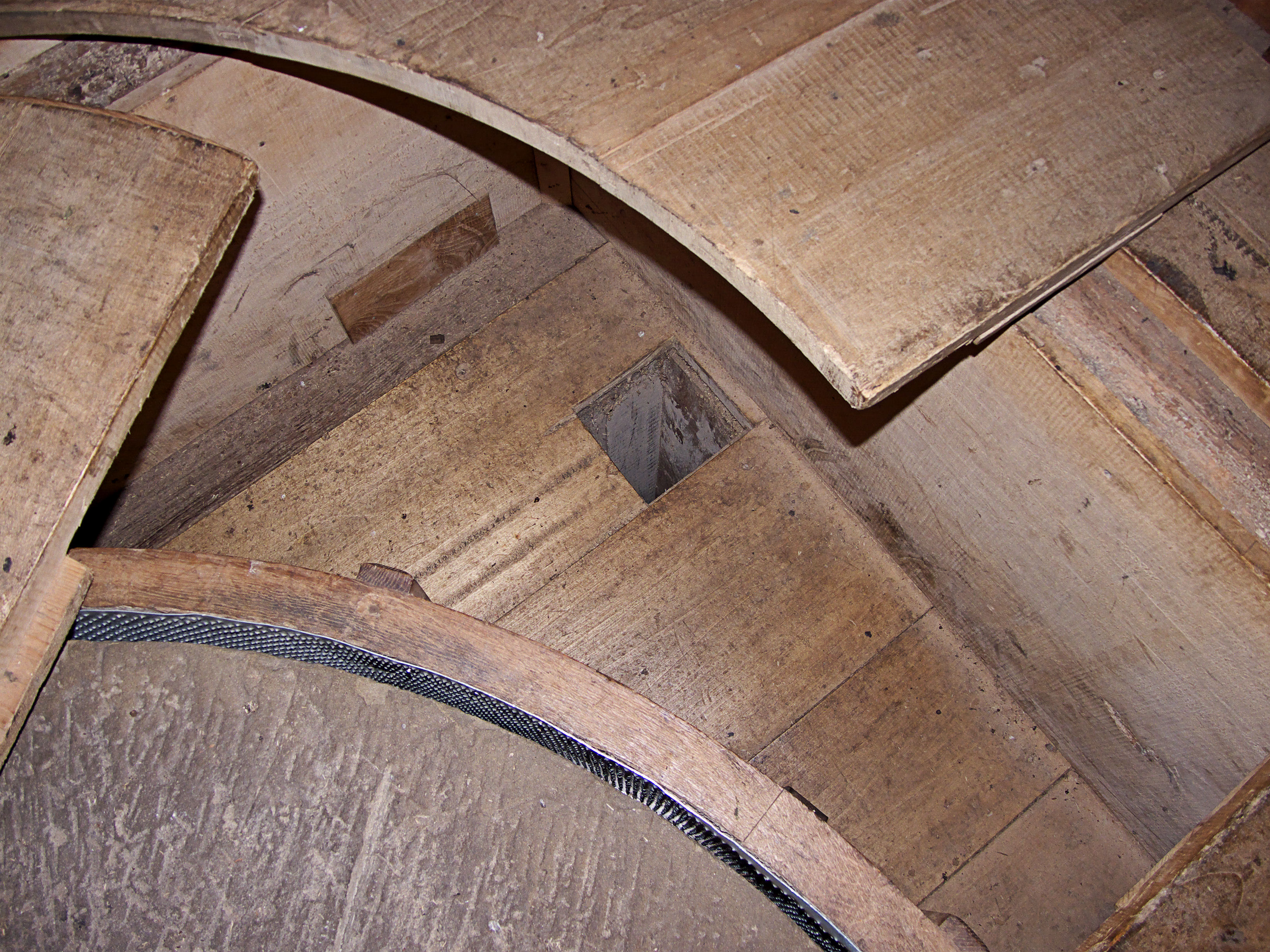
Pelsteen met pelblik en dustgroep voor afvoer dust
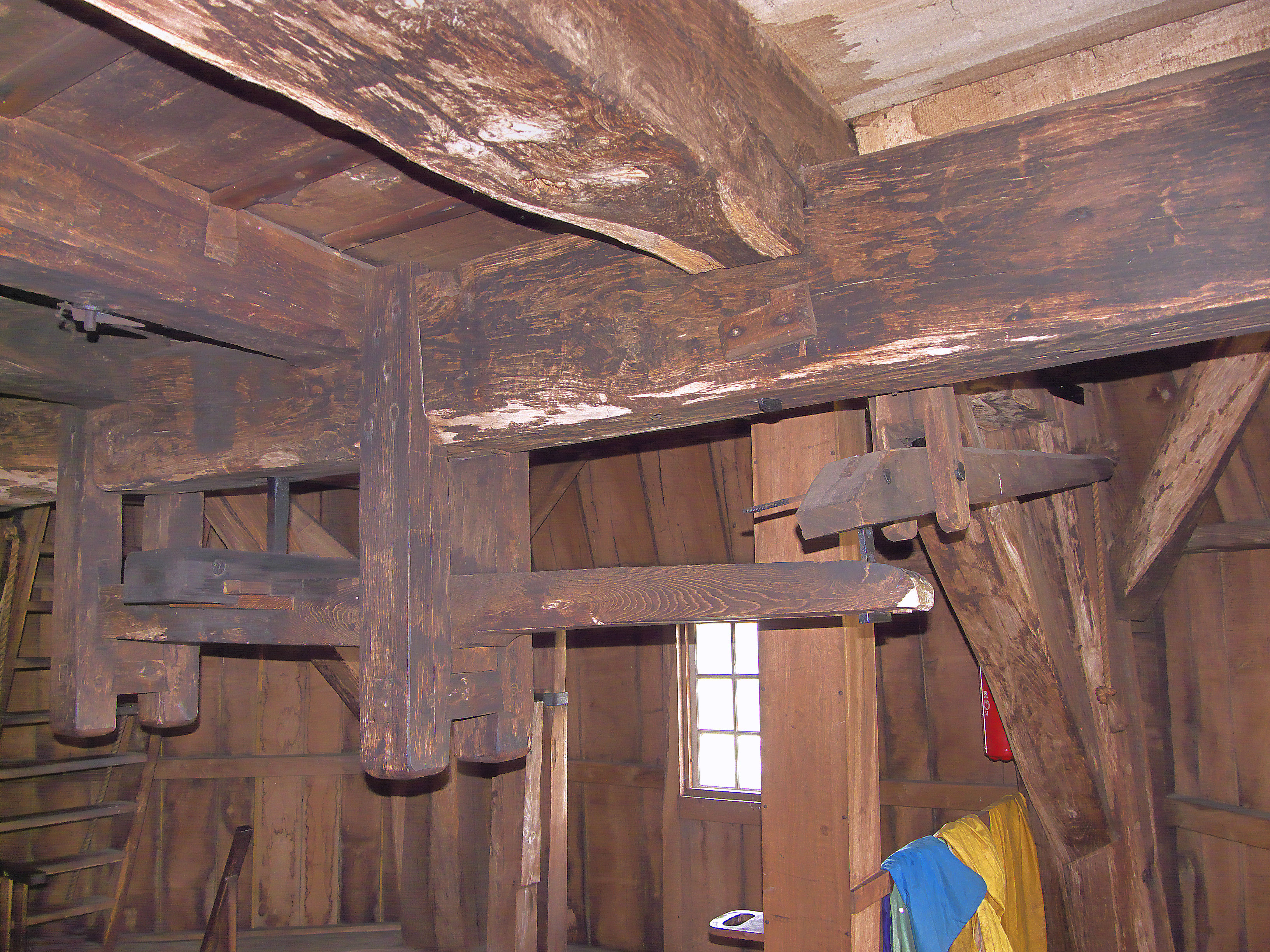
De licht
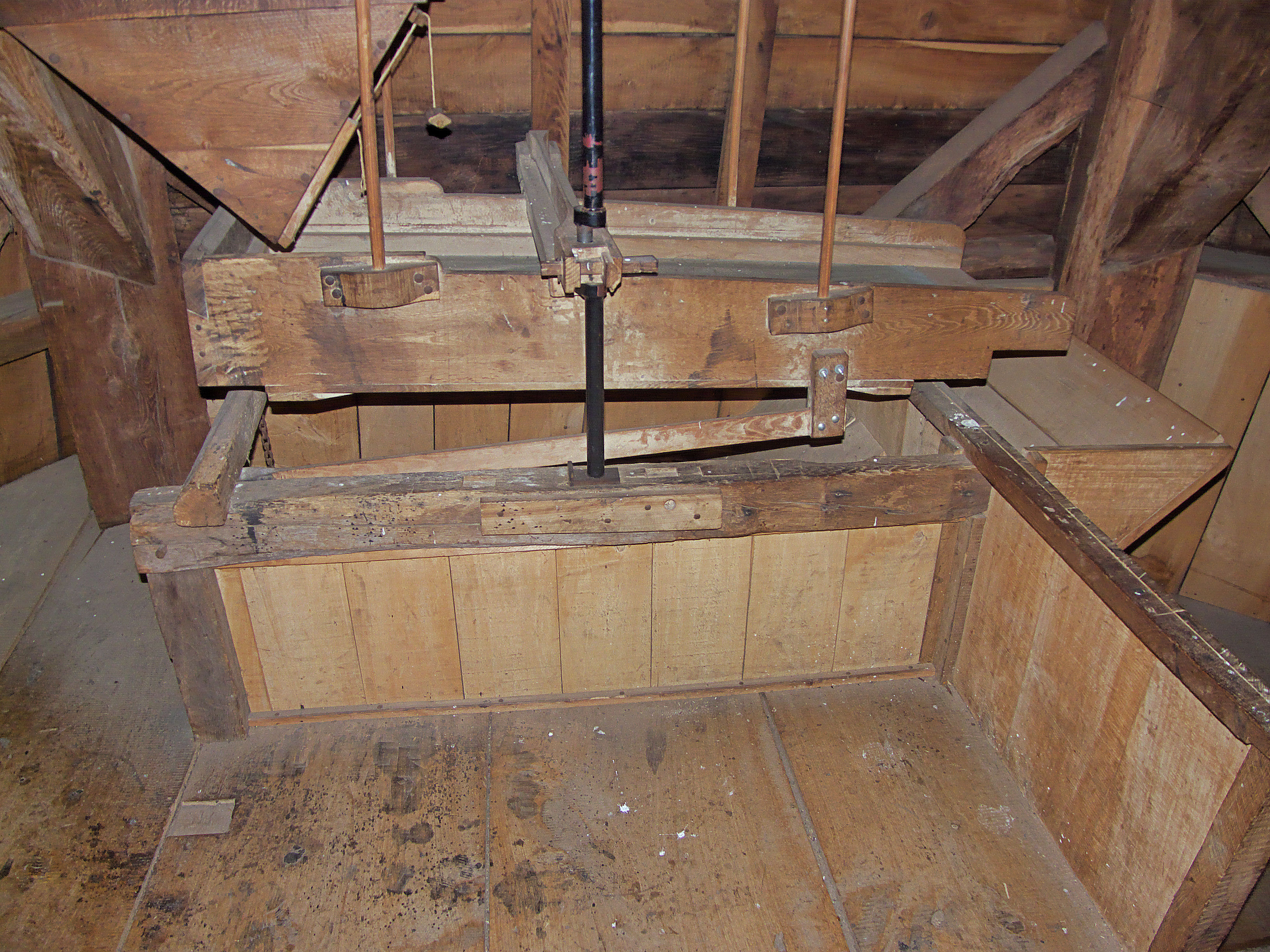
Zifterij
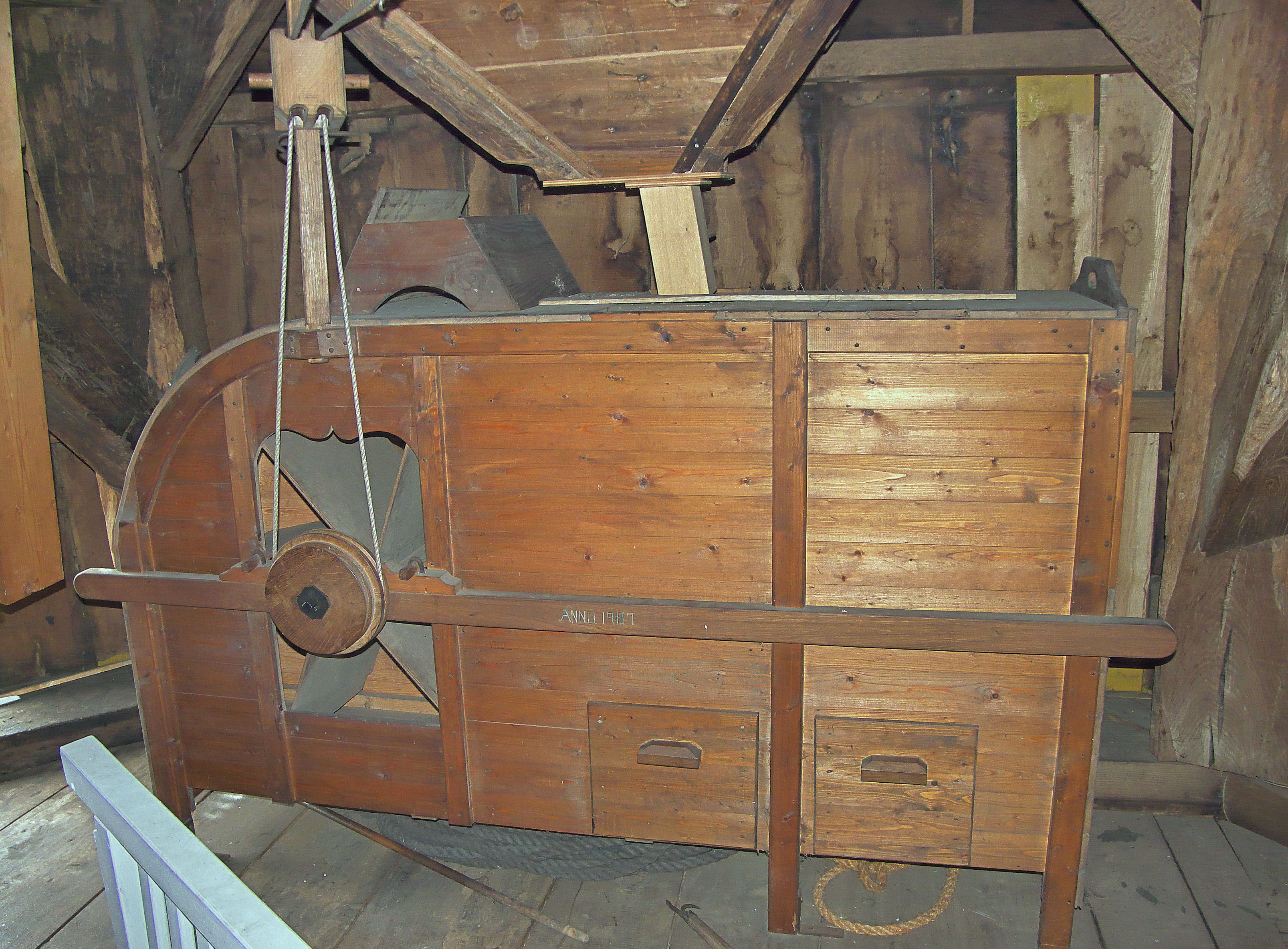
Waaierij

### Olieslagerij

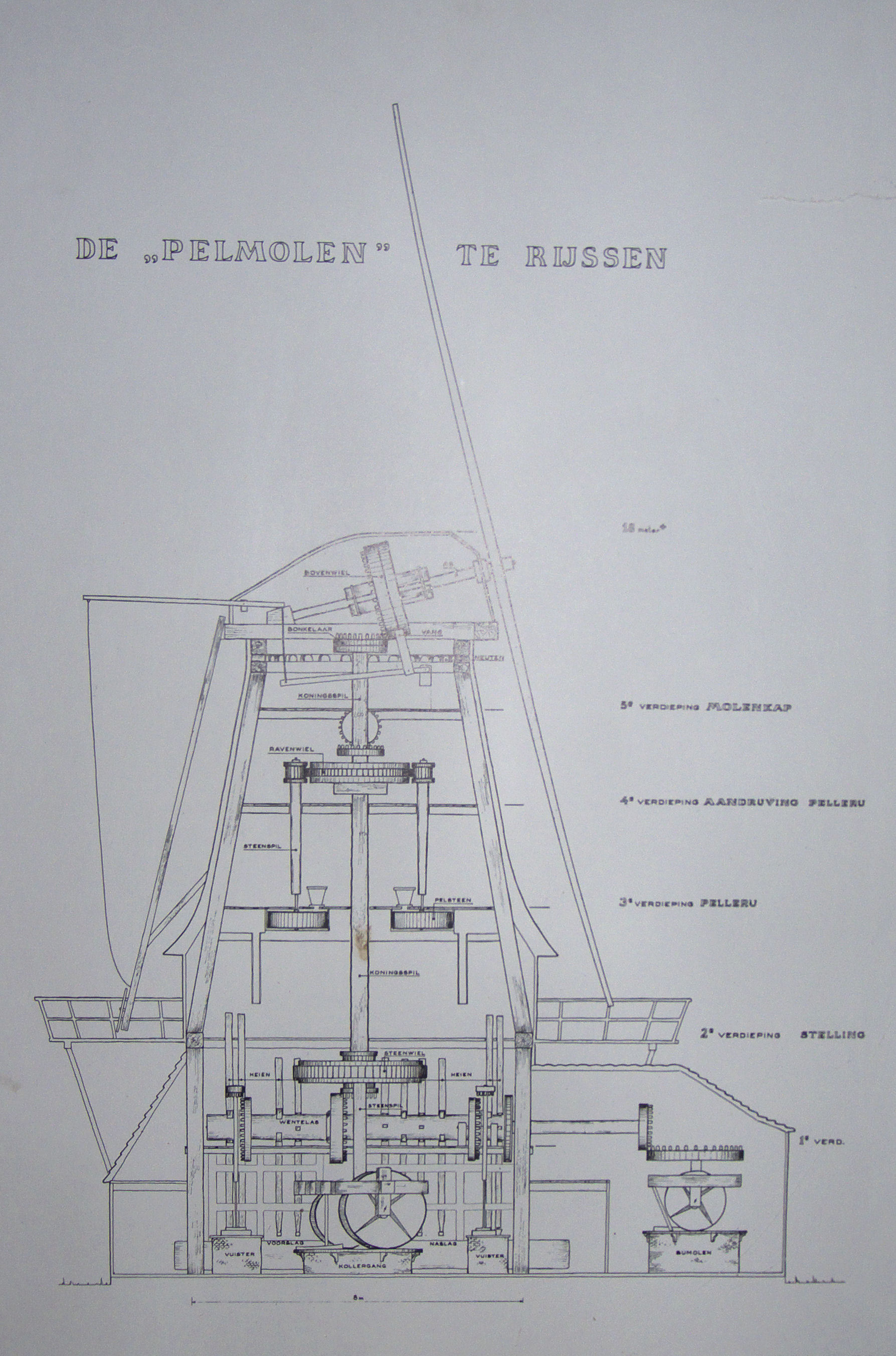
Inrichting
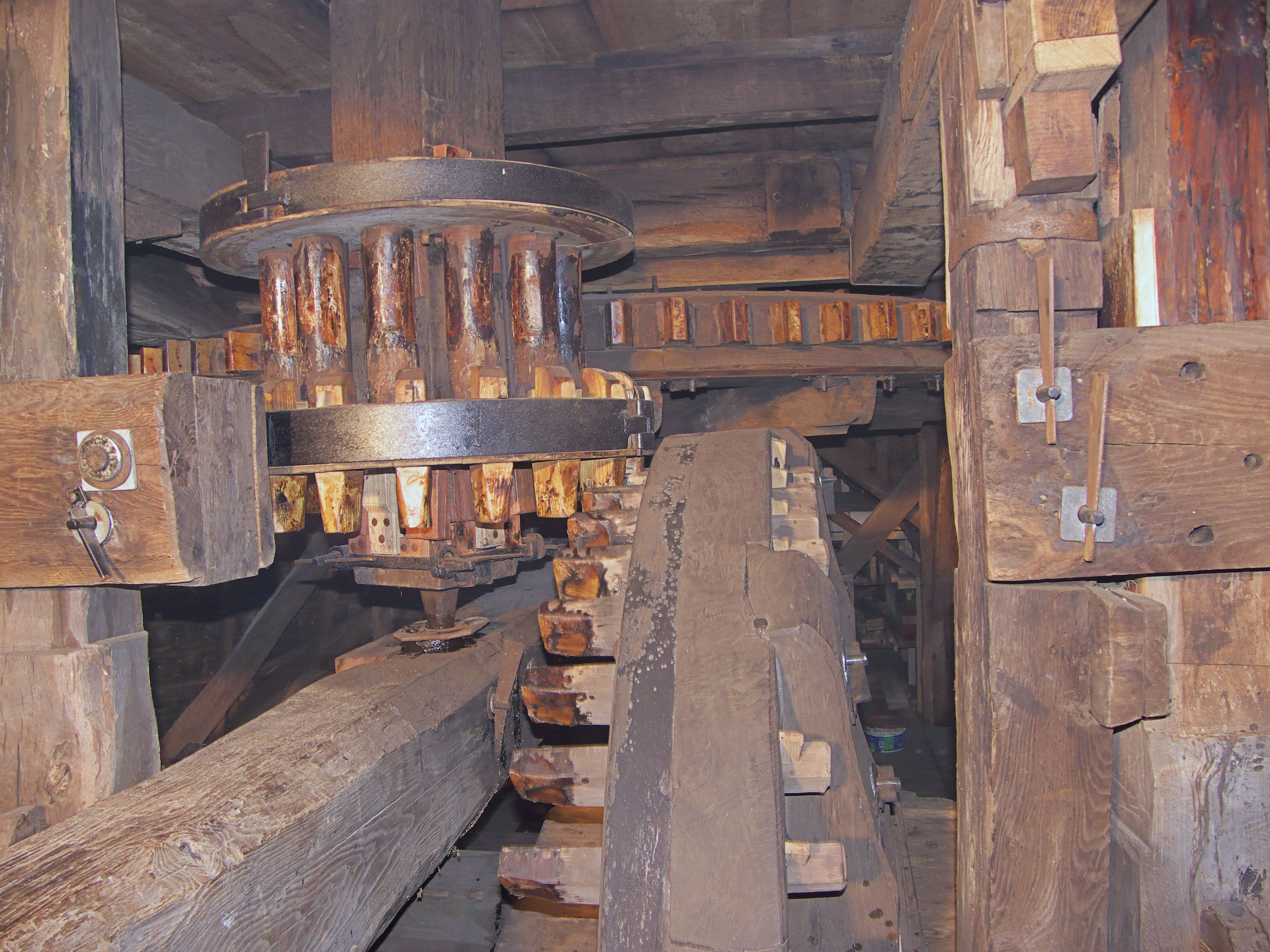
Onderschijfloop en -bonkelaar
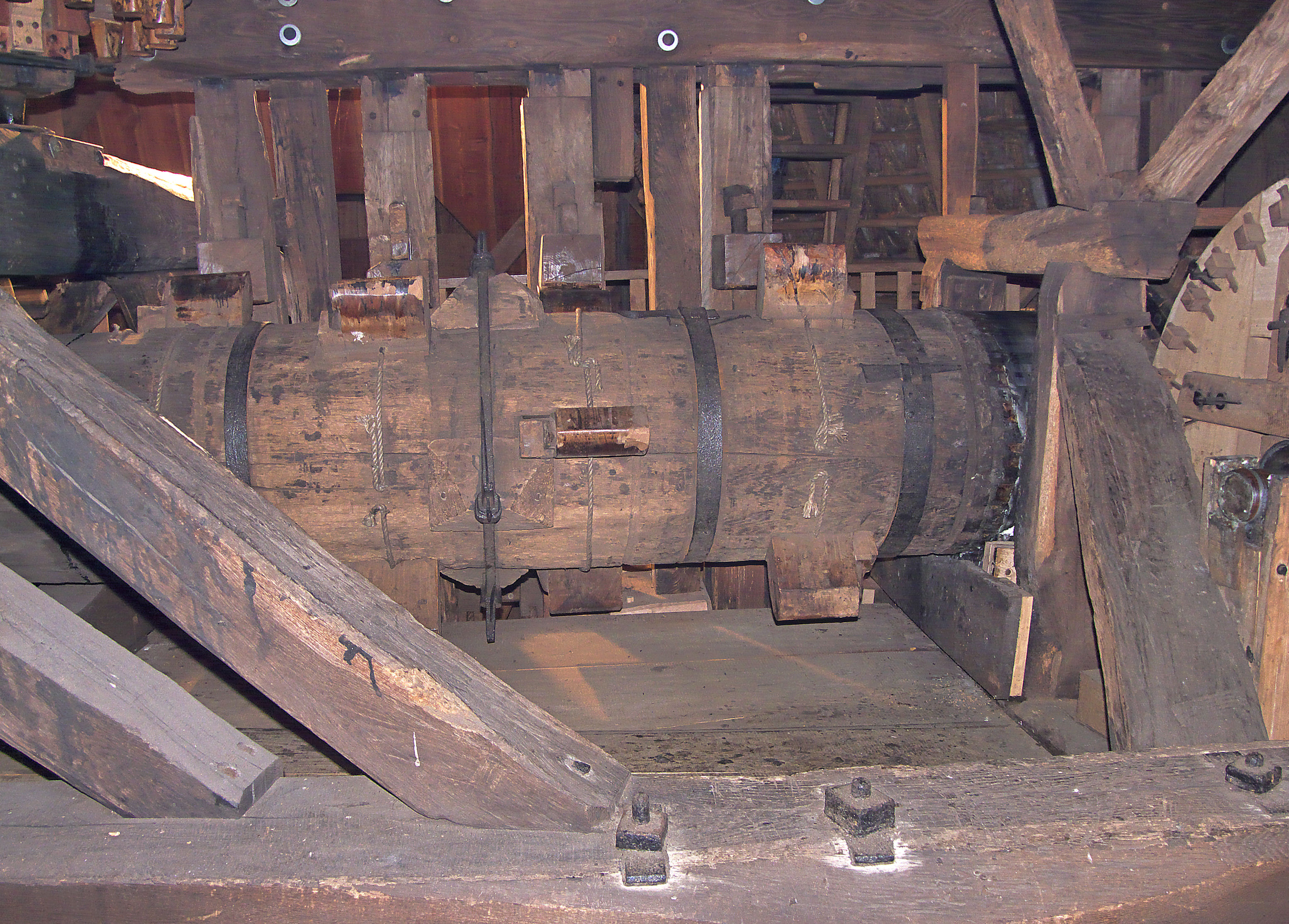
Wentelas
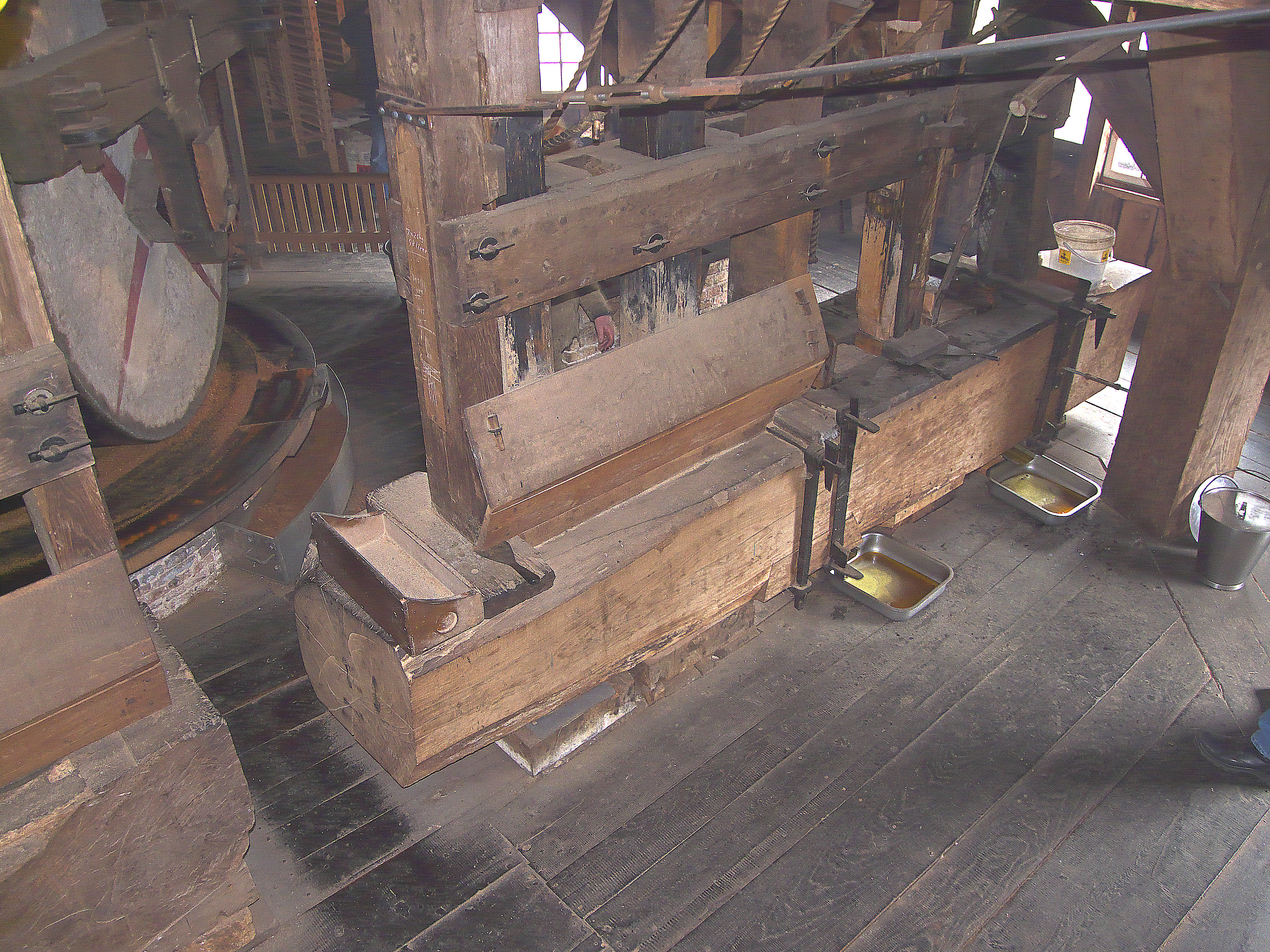
Slagblok
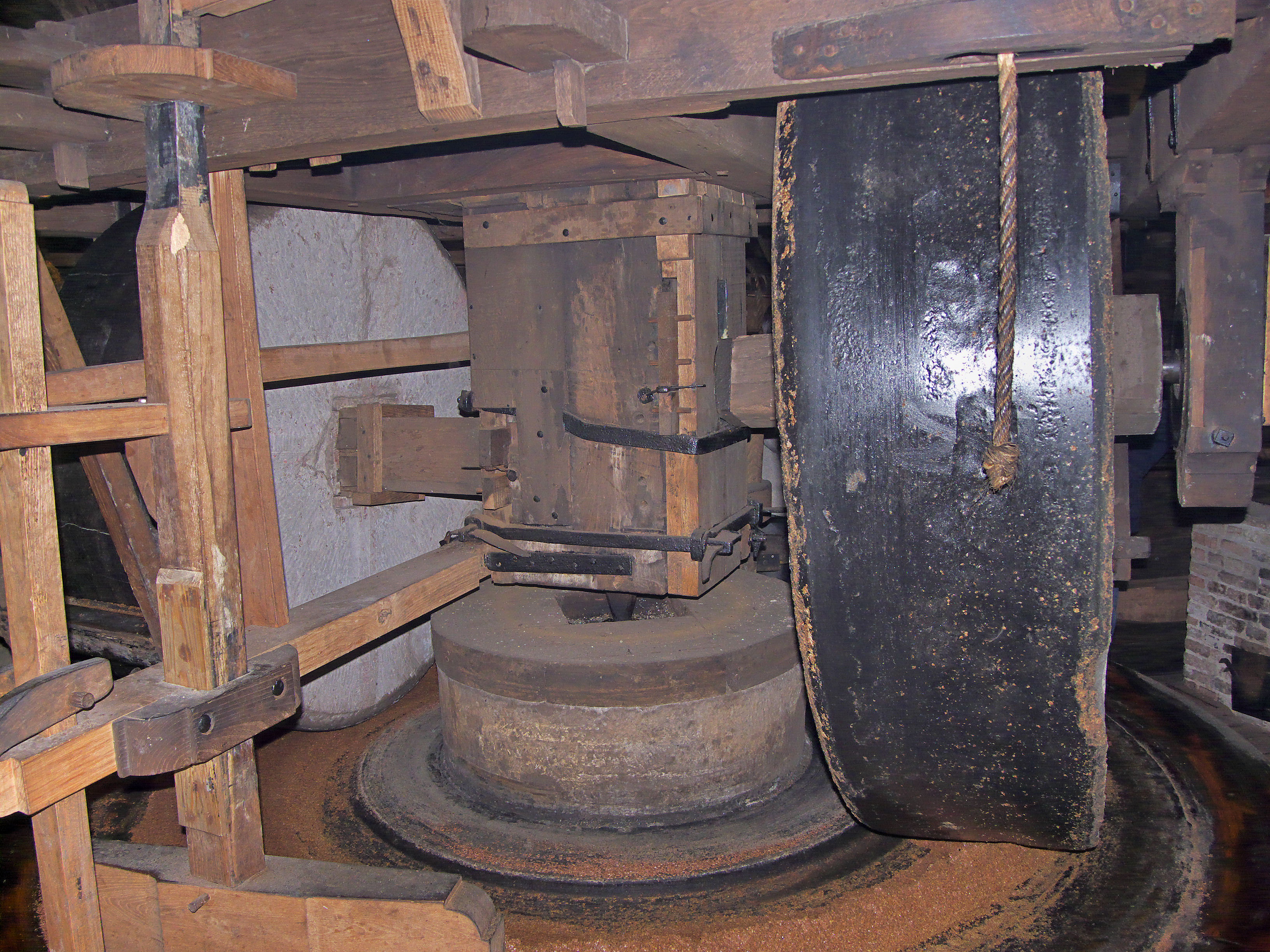
Hoofdmolen
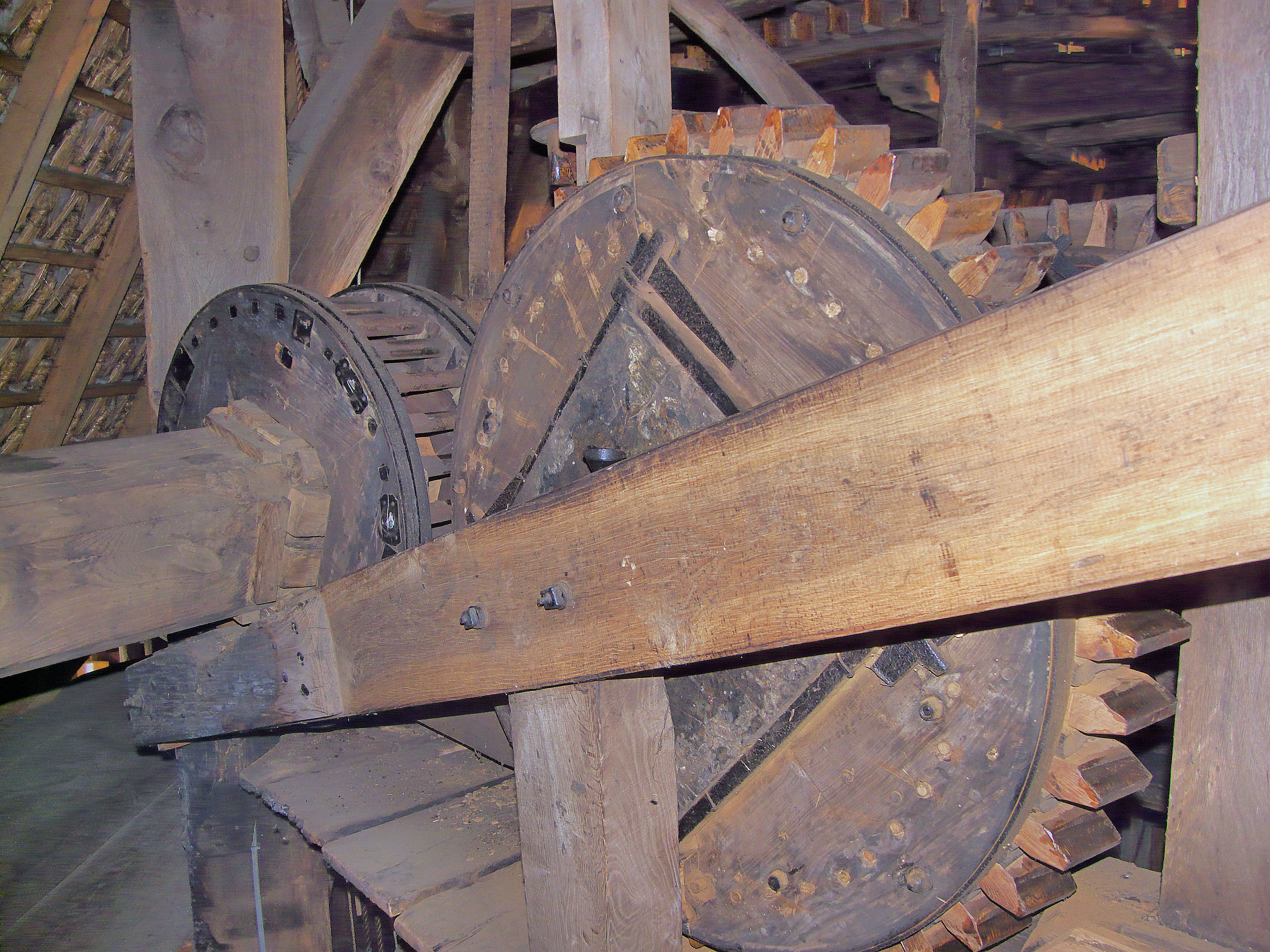
Wentelas en as voor aandrijving bijmolen
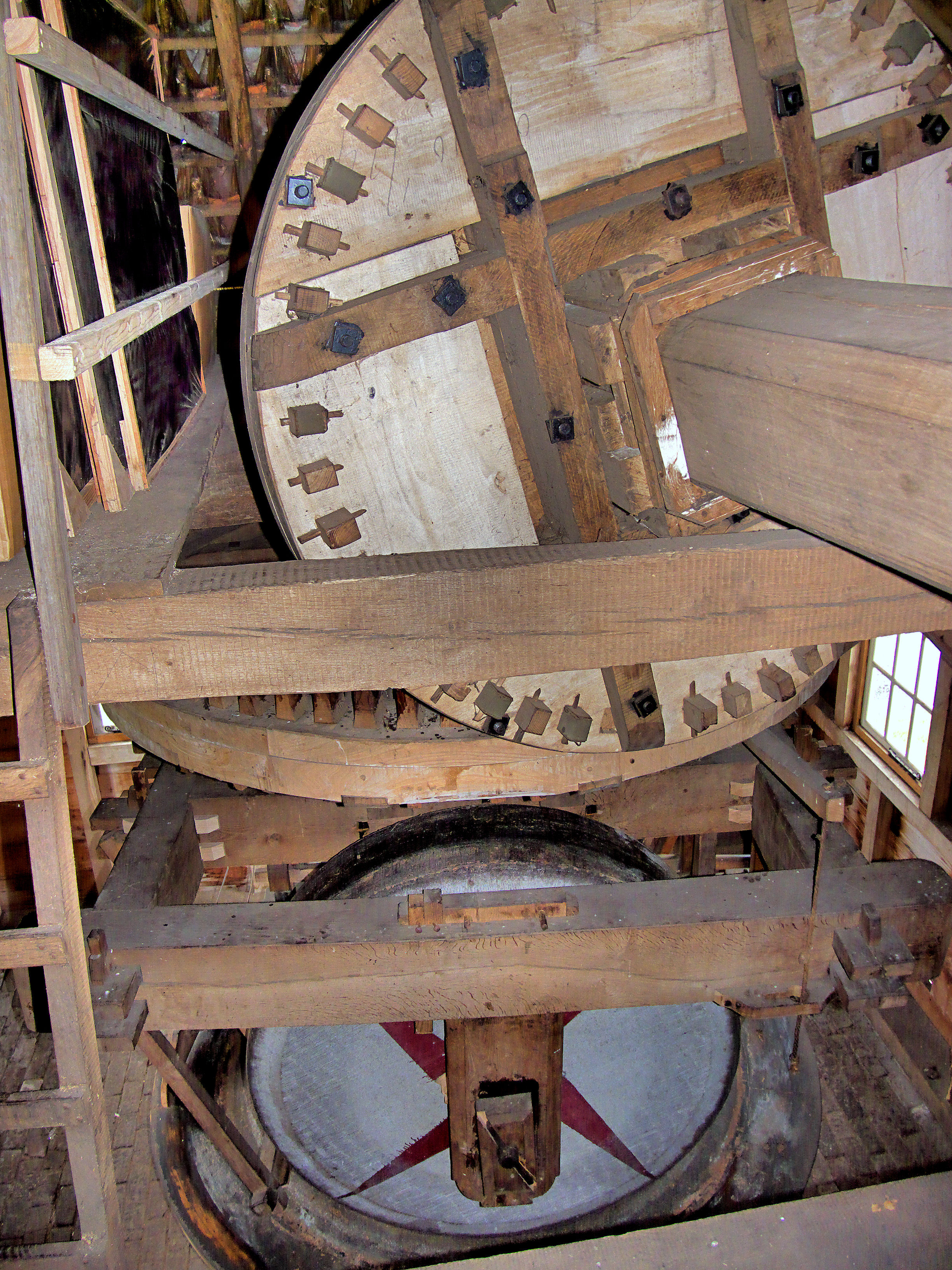
Aandrijving bijmolen
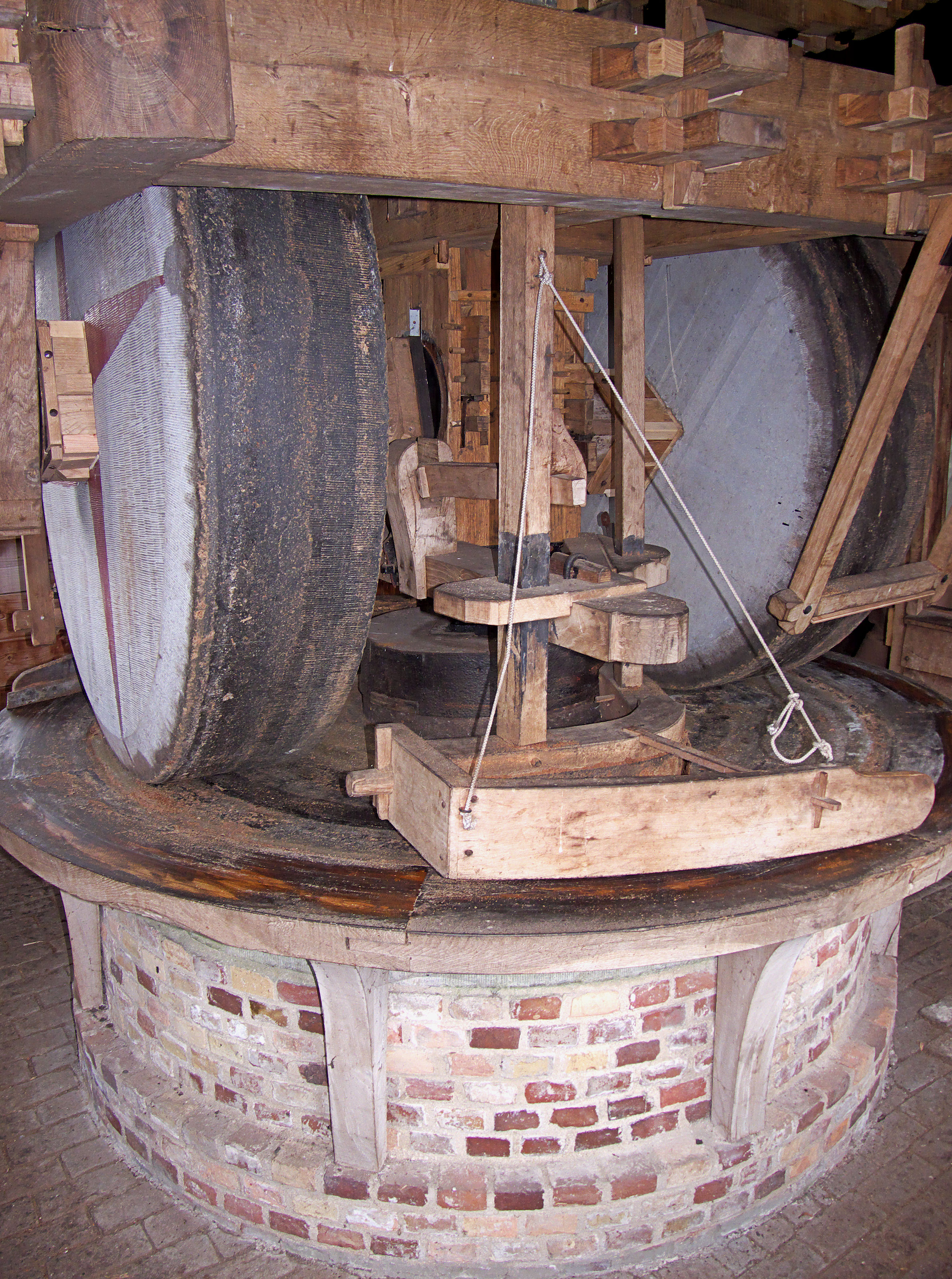
Bijmolen